# Billingsley (Shropshire)
Pour les articles homonymes, voir Billingsley (homonymie).
Billingsley est une paroisse civile et un village du Shropshire, en Angleterre.